# Watanabe Atsuo
Atsuo Watanabe (sinh ngày 14 tháng 4 năm 1974) là một cầu thủ bóng đá người Nhật Bản.

## Sự nghiệp câu lạc bộ
Atsuo Watanabe đã từng chơi cho Urawa Reds.

## Thống kê câu lạc bộ

### J.League
| Đội        | Năm       | J.League | J.League | J.League Cup | J.League Cup | Tổng cộng | Tổng cộng |
| Đội        | Năm       | Trận     | Bàn      | Trận         | Bàn          | Trận      | Bàn       |
| ---------- | --------- | -------- | -------- | ------------ | ------------ | --------- | --------- |
| Urawa Reds | 1997      | 0        | 0        | 0            | 0            | 0         | 0         |
| Urawa Reds | 1998      | 10       | 0        | 2            | 0            | 12        | 0         |
| Urawa Reds | 1999      | 6        | 0        | 0            | 0            | 6         | 0         |
| Tổng cộng  | Tổng cộng | 16       | 0        | 2            | 0            | 18        | 0         |